# Grotta del Leone
La Grotte del Leone è una grotta carsica che si trova sui Monti Pisani, in località Agnano, comune di San Giuliano Terme in provincia di Pisa.

## Descrizione
La Grotta, che deve il suo nome ad una formazione stalagmitica la cui forma ricorda quella di un leone, è formata da un ampio salone di crollo che scende verso est dove è presente un piccolo lago, probabilmente collegato a quello della vicina Buca dei ladri.

## Archeologia
La grotta è stata oggetto di frequentazioni umane dal Paleolitico superiore sin a tempi storici, anche se le attività più significative sono avvenute durante il paleolitico superiore, il neolitico e l'età del rame. Tali frequentazioni sono state studiate in tre campagne archeologiche di scavo principali. La prima di queste si tenne dal 1947 al 1950 ad opera del gruppo guidato da Ezio Tongiorgi; la seconda, dal 1970 al 1974, fu guidata dal professore Antonio Mario Radmilli e l'ultima campagna, guidata dalla professoressa Giovanna Radi si è aperta nel 2015 ed è ancora aperta.

## Storia
Sebbene la Grotta sia stata sporadicamente frequentata anche in epoca etrusca, romana e rinascimentale, le attività umane storicamente più significative sono avvenute al suo interno in epoca preistorica e in particolare durante il paleolitico superiore, il neolitico e l'età dei metalli.

### Paleolitico superiore
Le prime tracce di umane all'interno della Grotta sono datate tra i 18.000 e 15.000 anni fa, quando gruppi di cacciatori la usavano come riparo. In essa sono stati infatti ritrovati manufatti in pietra scheggiata di cultura epigravettiana, tra cui delle lame e punte a dorso molto probabilmente montate su di una lancia che veniva usata in associazione con un propulsore. Oltre alle industrie litiche sono stati ritrovati anche canini atrofici di cervo con la radice forata, usati con ogni probabilità come ornamento. 
I resti faunistici, associati ai livelli paleolitici, rinvenuti nella grotta sono principalmente di Bos taurus primigenius, Equus e Cervus

### Neolitico

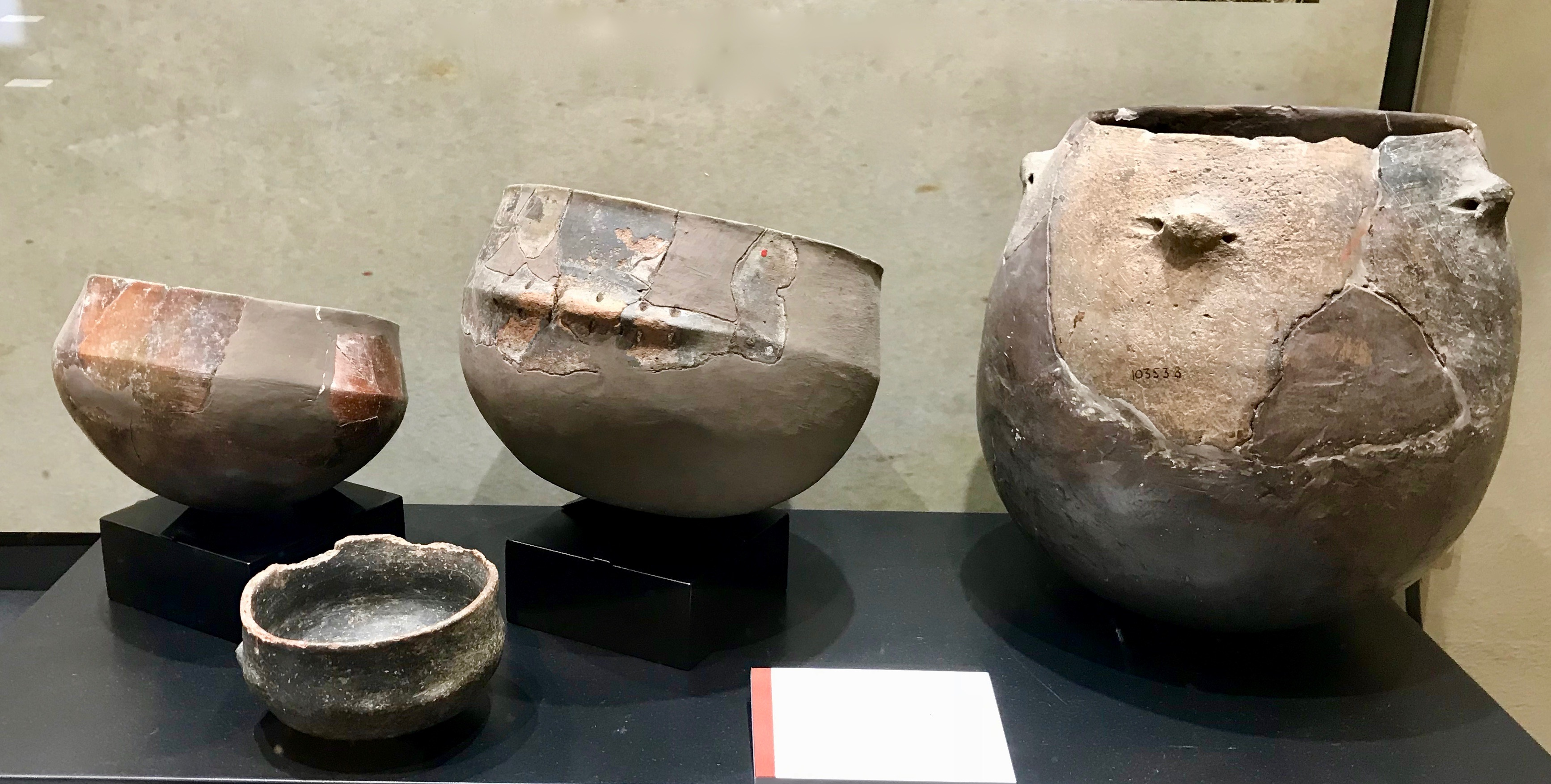
Vasi neolitici (Cultura di Chassey), ritrovati nella Grotta ed esposti al Museo di storia naturale dell'Università di Pisa

Durante il Neolitico, tra i 6000 e i 5000 anni fa, la grotta era visitata da gruppi di agricoltori come luogo di culto. In essa sono state infatti trovate grandi quantità di cereali carbonizzati, principalmente orzo e frumenti nudi, e in quantità minori di leguminose, interpretati come resti di riti propiziatori. Oltre a questi sono state ritrovate anche industrie litiche e lame di falci in ossidiana, che dall'analisi chimica e microfisica si è stabilito provenire da Lipari, Monte Arci e Palmarola. 
Negli stessi strati neolitici sono stati ritrovati anche resti di manufatti in argilla di cultura di Fiorano e di Cultura di Chassey. Di quest'ultima cultura sono stati ritrovati diversi vasi, strumenti in osso e scodelle per le offerte votive.